# Ján Šikura
Ján Šikura (28. prosinec 1898, Mošovce - 31. leden 1945, Martin) byl slovenský historik a středoškolský pedagog. Jeho otec se jmenoval Štefan Šikura a jeho matka se jmenovala Alžběta rozená Košíková.

## Životopis
Studoval na gymnáziu v Banské Bystrici a na Karlově univerzitě v Praze. Učil na gymnáziích v Žilině a v Martině (od 1925), kde byl zároveň kustodem numismatického oddělení Slovenského národního muzea. Zúčastnil se protifašistického odboje a Slovenského národního povstání, byl členem Revolučního národního výboru v Martině, v prosinci 1944 byl fašisty vězněn. Věnoval se výzkumu historie Turca, nejvýznamnější prací jsou jeho místopisné dějiny. V SNM založil a vedl numismatický kabinet, skatalogizoval numismatické sbírky. Shromáždil vzácné rukopisy v originálech i odpisech (např. Opis listu Martina Luthera Františkovi Revaj z roku 1539). Psal mnohé obecní kroniky.

## Dílo
- Jan Jiskra na Slovensku (doktorská disertace), Praha roce 1930
- Místopisné dějiny Turca, Bratislava roce 1944